# Oregon Route 234
Az Oregon Route 234 (OR-234) egy oregoni állami országút, amely kelet–nyugati irányban a 99-es útból Gold Hillnél kiágazva a 62-es út Eagle Pointtól északra fekvő elágazásáig halad.

## Leírás
Az szakasz a 99-es út Gold Hill területén futó részén indul enyhén északkeleti irányban. Közvetlenül a kereszteződés után egy vasúti átjáró, majd egy egyenrangú útkereszteződés található, itt az út kelet, majd északkelet, ezután pedig északnyugat felé fordulva elhalad a Gold Hill Sports park nyugati oldalán. A pálya egy szakaszon a Rogue-folyó nyugati partján halad, majd kelet felé haladva a 13. kilométernél, Sams Valley, a 14. kilométernél pedig Table Rock felé lehet elkanyarodni. Az út a 23. kilométernél, a Dodge Bridge County Parknál keresztezi a Rogue-folyót, majd Eagle Pointtól északra 62-es útba torkollik